# Kolonisering av Europa

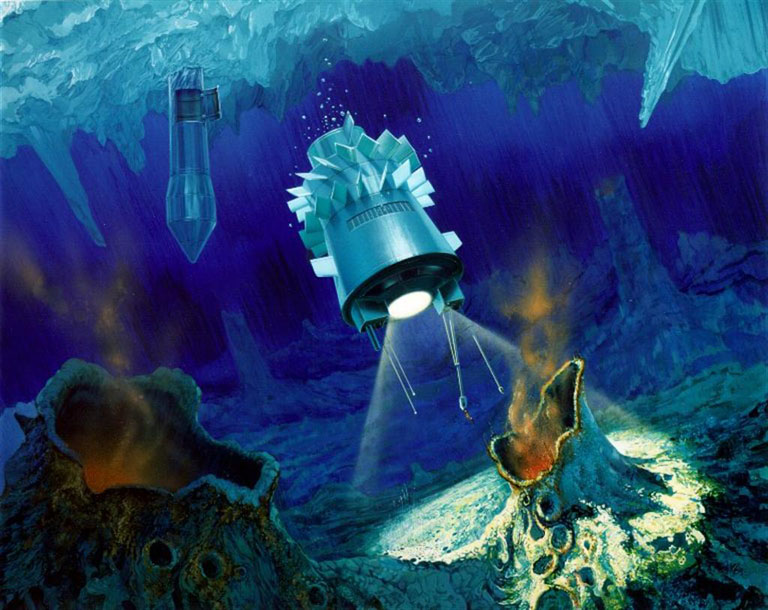
Ett sätt att utforska Europas hav kan vara med hjälp av Cryobot.

Artemisprojektet har designat en plan för att kolonisera Jupiters måne Europa. Forskare bor då i iglooer och borrar sig ner i Europas ismantel för att undersöka det möjliga underjordiska havet. Man har också diskuterat användandet av luftfickor för människor. Baserna på Europa kommer troligtvis att vara uppblåsbara. Utforskningen av Europas hav kan komma att ske med hjälp av ubåtar.
Det finns ett par relaterade svårigheter med att kolonisera Europa, ett betydande problem är den höga strålningen från Jupiters strålningsbälten, vilket är omkring 10 gånger kraftigare än jordens Van Allen-bälte. En människa skulle inte överleva nära Europas yta under en längre tid om man inte använder stora strålningsskydd. Kolonisatörer på Europa kommer antagligen att söka sig ner under ytan så snabbt som möjligt helst innan Europa passerar genom Jupiters magnetosfär.

## Fiktion
- Möjligheterna till underjordiska hav och liv på Europa tas upp i Arthur C. Clarkes böcker (och filmatiseringar) om Rymdodysséerna.